# Nguyễn Văn Phán
Nguyễn Văn Phán (sinh 1952) là đại biểu Quốc hội Việt Nam khóa 11, thuộc đoàn đại biểu Ninh Bình.